# Michel Bourez
Michel Bourez (Rurutu, 30 de dezembro de 1985) é um surfista profissional francês que está na ASP World Tour.

## Carreira
Seu melhor resultado no ASP World Tour foi me 2014 quando terminou em quinto ganhando dois torneios, sendo estes seus únicos títulos no WCT.

## Títulos
| Vitórias no ASP World Tour |                               |                                 |                |
| Ano                        | Evento                        | Local                           | País           |
| 2014                       | Drug Aware Margaret River Pro | Margaret River                  | Austrália      |
| 2014                       | Billabong Rio Pro             | Praia do Pepê, Rio de Janeiro   | Brasil         |
| 2016                       | Billabong Pipeline Masters    | Banzai Pipeline, Pupukea, Havaí | Estados Unidos |